# Roberto Colciago
Roberto Colciago, född 4 april 1968 i Saronno, är en italiensk racerförare. 

## Racingkarriär
Colciago är bland annat känd i Sverige för att ha vunnit STCC två gånger (2001 och 2002) i en Audi A4. Han var mycket populär hos den svenska publiken på grund av sin aggressiva körstil, vilken dock inte var lika populär hos de medtävlande.
1991 tävlade Colciago i formel 3000 men tog inga poäng. Han hade en åttonde plats som bäst på Vallelungabanan.  Han blev även femma i det Tyska F3-mästerskapet Tyska F3-mästerskapet 1993.
Colciago körde för Honda i WTCC 2005 och tog fyra poäng. Det var dock riktigt nära en tredje plats under det andra loppet vid deltävlingen i Mexiko. Colciago startade ifrån tjugonde positionen i loppet men körde riktigt snabbt och avancerade upp igenom fältet och med bara tre varv kvar av loppet var han ikapp Fabrizio Giovanardi som låg trea. Giovanardi och Colciago kämpade om platsen och båda två var riktigt nära att köra av varandra banan men till slut lyckades Colciago pressa sig före med bara ett par kurvor kvar och gick i mål som trea, efter Peter Terting och Antonio García. Efter loppet fick dock Colciago 30 sekunders tidstillägg på grund av den aggressiva körning som han gjorde och åkte ner till en 18:e plats.
Han var aktuell för Audi i STCC 2006 men platsen gick till Thed Björk istället.